# Arcidiocesi di Seleucia Pieria
L'arcidiocesi di Seleucia Pieria (in latino Archidioecesis Seleuciensis Pieria) è una sede soppressa del patriarcato di Antiochia e una sede titolare della Chiesa cattolica.

## Storia
Seleucia Pieria, le cui rovine si trovano nei pressi della città turca di Samandağ, è un'antica sede arciepiscopale della provincia romana della Siria Prima nella diocesi civile d'Oriente e nel patriarcato di Antiochia. Come tutte le sedi episcopali di questa provincia, essa dipendeva direttamente dal patriarca di Antiochia, che la elevò, come altre diocesi della provincia, al rango di sede arcivescovile autocefala, come documentato da una Notitia episcopatuum datata alla seconda metà del VI secolo.
La città è menzionata nel libro degli Atti degli Apostoli (13,4), come luogo di passaggio degli apostoli Paolo e Barnaba.
Diversi sono i vescovi noti di quest'antica arcidiocesi. Le Quien inizia la sua cronotassi con un vescovo Dositeo, nel III secolo, di cui sono ignote altre informazioni. Il primo vescovo storicamente documentato è Zenobio, che prese parte al concilio di Nicea del 325. Eusebio fu ai concilio di Seleucia del 359. Bizos partecipò al concilio di Costantinopoli del 381 e ai sinodi di Costantinopoli del 394 e di Antiochia del 399. A questi vescovi Le Quien aggiunge Massimo, condiscepolo di san Giovanni Crisostomo; lo stesso autore tuttavia inserisce questo prelato anche nella serie episcopale di Seleucia di Isauria, sede alla quale Massimo apparteneva.
Nel V secolo sono noti tre vescovi di Seleucia Pieria. Secondo lo storico Socrate Scolastico, all'epoca del patriarca Alessandro, Dositeo II fu trasferito alla sede metropolitana di Tarso. Il vescovo Geronzio è documentato in diverse occasioni: fu presente al sinodo di Antiochia del 445, al concilio di Efeso del 449, a quello di Calcedonia del 451 e al sinodo di Costantinopoli del 459; inoltre nel 458 sottoscrisse la lettera dei vescovi della Siria Prima all'imperatore Leone dopo la morte di Proterio di Alessandria. Secondo Honigmann, a questa sede andrebbe attribuito anche il vescovo Archelao, destinatario di una lettera del metropolita Basilio di Seleucia di Isauria.
Nel VI secolo opera il vescovo Nonno, sostenitore di Severo di Antiochia, che fu espulso dalla sua sede nel 518 per ordine di Giustino I e che occupò la sede metropolitana di Amida; Dionisio, presente al concilio di Costantinopoli del 553 e che, secondo l'agiografo Giovanni Mosco, ebbe come successore Teodoro; e Giovanni, vissuto all'epoca del patriarca monofisita Paolo II (550-575). Le fonti agiografiche menzionano anche il vescovo Antonio.
Un ultimo vescovo di Seleucia Pieria è Agapio, che nel 978 fu eletto patriarca di Antiochia.
Dal XIX secolo Seleucia Pieria è annoverata tra le sedi arcivescovili titolari della Chiesa cattolica; la sede è vacante dal 15 aprile 1980.

## Cronotassi

### Vescovi greci
- Dositeo I † (III secolo)
- Zenobio † (menzionato nel 325)
- Eusebio † (menzionato nel 359)
- Bizos † (prima del 381 - dopo il 399 circa)[7]
- Dositeo II † (? - prima del 418 nominato metropolita di Tarso)
- Geronzio † (prima del 445 - dopo il 459)
- Archelao ? †
  - Nonno † (? - 518 espulso)[8] (vescovo monofisita)
- Costantino †
- Dionisio † (menzionato nel 553)
- Teodoro †
- Antonio †
- Giovanni † (seconda metà de VI secolo)
- Agapio † (? - 20 gennaio 978 eletto patriarca di Antiochia)

### Arcivescovi titolari
- Salvatore Nobili Vitelleschi † (19 giugno 1856 - 21 dicembre 1863 nominato arcivescovo, titolo personale, di Osimo e Cingoli)[9]
- Salvatore Nobili Vitelleschi † (20 novembre 1871 - 17 settembre 1875 nominato cardinale presbitero di San Marcello)[10] (per la seconda volta)
- Cesare Roncetti † (26 giugno 1876 - 13 ottobre 1881 deceduto)[11]
- Camillo Santori † (9 maggio 1882 - 19 settembre 1888 deceduto)
- Tancredo Fausti † (11 febbraio 1889 - 23 settembre 1895 deceduto)[12]
- Tommaso Maria Granello, O.P. † (2 ottobre 1897 - 24 marzo 1911 deceduto)
- Domenico Serafini, O.S.B. † (2 marzo 1912 - 25 maggio 1914 nominato cardinale presbitero di Santa Cecilia)
- Paul-Eugène Roy † (26 giugno 1914 - 18 luglio 1925 succeduto arcivescovo di Québec)
- Fernando Cento † (24 giugno 1926 - 15 dicembre 1958 nominato cardinale presbitero di Sant'Eustachio)
- Jules Georges Kandela † (23 agosto 1959 - 15 aprile 1980 deceduto)